# 雞蛋冰
雞蛋冰 是台灣流行於1990年代以前的鄉村冰品，當時在冷飲店也能買到，現在則在夜市常見；取其外形像雞蛋名之雞蛋冰。

## 製作
- 店家將果汁、牛奶、咖啡、飲料灌注雞蛋形狀容器，於製冰場與冰棍(台灣話是冰棒)作法一樣，食用時剝去蛋形容器以指捏竹籤食用。[1]
- 另有將冰塊刨作冰花冰屑，澆淋上煉乳、生蛋汁，也是雞蛋冰。[2]

## 叭噗回憶
- 台灣在農村時代時，常有騎三輪腳踏車冰淇淋小販，在大街小巷中穿梭叫賣，用一皮球喇叭捏按，發出叭噗的聲響，台灣叭噗意謂：純樸年代童稚吃冰的歡樂回憶。[3]

## 外部連結
- 岡山籃筐會好好逛...美國友人問雞蛋冰是什麼？這該如何解釋呢？ （页面存档备份，存于）

## 來源
1. ↑  傳統雞蛋冰 闖出一片天 （页面存档备份，存于）.Peopo公民新聞
2. ↑  宜蘭南澳古老冰店！加上煉乳、雞蛋的招牌香蕉冰 （页面存档备份，存于）.ETtoday旅遊雲
3. ↑  叭噗跟冰淇淋差別在哪？原來重點在「牛奶」！ （页面存档备份，存于）.ETtoday財經雲